# Pia Aleborg
Pia Magdalena Aleborg, född 14 september 1974 i Kortedala, Göteborg, är en svensk kostymör, maskör, smyckeskonstnär och keramiker. 2017 tilldelades hon Guldbaggen för bästa mask och smink för Jätten tillsammans med Love Larson och Eva von Bahr. Hon nominerades även till Guldbaggen för bästa kostym 2012, för filmen Play.
2001 tog Aleborg utexaminerade från Högskolan för design och konsthantverk och dess program för smyckeskonst. Efter sin examen började hon arbeta med film, och har arbetat med ett dussintal filmer, såväl kortfilmer som långfilmer. Hennes arbete har rört sig kring scenografi, kostym, mask och smink.
Vid fyra tillfällen har hon samarbetat med Ruben Östlund. 2011 samarbetade hon med Östlund för filmen Play, för vilken hon nominerades till en Guldbagge för bästa kostym. Hon har även arbetat med reklamfilm, bland annat för Myrorna. Hon har även arbetat med administration på Sveriges radio. Sedan 2019 arbetar hon som keramiker under varumärket Matter Matter Studio.  

## Filmografi

### Kostymdesigner[3]
• 2023: Äkta Skräck
• 2024: Painkiller
- 2019: Fraemling
- 2018: Flotten
- 2017: Exfrun
- 2016: Jätten
- 2016: Speldosan
- 2014: Knuffen
- 2014: Turist
- 2011: Play
- 2010: Händelse vid bank
- 2010: Picknick
- 2008: De ofrivilliga
- 2007: Incidenten
- 2006: Weekend

### Maskör[3]
- 2014: Knuffen
- 2008: De ofrivilliga
- 2006: Weekend

### Scenografi[3]
- 2019: Fraemling
- 2016: Speldosan
- 2014: Knuffen
- 2011: Play
- 2010: Händelse vid bank
- 2008: De ofrivilliga

### Smink[3]
- 2019: Fraemling
- 2018: Flotten
- 2016: Jätten
- 2010: Picknick